# Trichoniscoides mixtus
Trichoniscoides mixtus är en kräftdjursart som beskrevs av Emil Racoviţă 1908C. Trichoniscoides mixtus ingår i släktet Trichoniscoides och familjen Trichoniscidae. Inga underarter finns listade i Catalogue of Life.